# Pieter-Jan Belder
Pieter-Jan Belder (Capelle aan den IJssel, 19 januari 1966) is een Nederlands klavecinist, fortepianist en blokfluitist.
Pieter-Jan Belder studeerde blokfluit bij Ricardo Kanji aan het Koninklijk Conservatorium te Den Haag en klavecimbel bij Bob van Asperen aan het Amsterdamse Sweelinck Conservatorium. In 1990 behaalde hij voor beide instrumenten het diploma Uitvoerend Musicus. Daarop begon hij een carrière als klavecinist, fortepianist en blokfluitist. 
In 1997 was Belder prijswinnaar van de NDR-Musikpreis 1997 te Hamburg. In 2000 werd hij winnaar van het Internationale Bach-Wettbewerb Leipzig.
Belder werkte mee aan de opnames van de complete werken van Johann Sebastian Bach voor Brilliant Classics, waarvoor hij onder andere een opname maakte van Bachs complete Wohltemperierte Klavier. Voor hetzelfde label maakte hij een opname van alle 555 klavecimbelsonates van Domenico Scarlatti (2007). Verder verscheen een cd-box met klavecimbelwerken van Antonio Soler en Jean-Philippe Rameau. Vanaf 2010 werkt Belder aan een integrale opname van het Fitzwilliam Virginal Book.
Tegenwoordig woont Belder in Arnhem met zijn vrouw.

## Musica Amphion
Belder leidt een eigen muziekensemble: Musica Amphion, dat vooral barokmuziek speelt. Voor Brilliant Classics nam Belder met het ensemble o.a. de complete werken van Arcangelo Corelli en de complete Tafelmusik van Georg Philipp Telemann (2004) op. Daarnaast was hij initiatiefnemer van het project Bach in Context. Van dit project verschenen tot nu toe vijf cd-boeken waarin Bachs cantate-oeuvre gecombineerd wordt met zijn orgelwerk. De cd's verschenen bij Etcetera.
In 2006 verscheen een opname met Bachs Brandenburgse Concerten alsook een opname van de concerten voor 2, 3 & 4 klavecimbels. Daarnaast verscheen een opname van de complete kamermuziek van Henry Purcell.